# Paleosismologia
La paleosismologia è la branca della sismologia che studia i grandi terremoti avvenuti nel passato attraverso le tracce che questi, o le faglie che li hanno generati, hanno lasciato sulla superficie della Terra. Essa è indispensabile nei paesi e luoghi privi di un valido catalogo storico dei terremoti ed è comunque necessaria per comprendere la pericolosità sismica di una regione ben al di là dei limiti imposti dall'intervallo temporale coperto dalle fonti storiche (1 000 - 3 000 anni, contro 10 000 - 40 000 anni della paleosismologia).

## Storia
Si è sviluppata inizialmente negli Stati Uniti, estendendosi poi a molte altre regioni del mondo ove il catalogo sismico non era sufficiente a comprendere i forti terremoti caratterizzati da tempi di ricorrenza più lunghi del periodo di completezza dei cataloghi stessi. In Italia le faglie studiate con metodologie paleosismologiche sono circa una trentina, distribuite prevalentemente lungo la catena appenninica. Tali faglie hanno generato nelle ultime migliaia di anni decine di terremoti sconosciuti di elevata magnitudo (M > 6,5).

## Descrizione
L'elemento primario in paleosismologia è il riconoscimento e la datazione dei fenomeni di fagliazione di superficie: grandi faglie generano in profondità grandi terremoti, mentre il loro piano di rottura può raggiungere e tagliare la superficie stessa.
Dal momento che le faglie si rompono più o meno ciclicamente e sempre lungo gli stessi piani, individuare e studiare una successione di terreni interessati da fagliazione equivale a sfogliare il catalogo dei terremoti generati nel tempo da quella faglia. Per fare questo la paleosismologia si avvale di scavi specifici (trincee) effettuati attraverso l'emergenza superficiale del piano di faglia. Attraverso la datazione assoluta dei terreni esposti sulle pareti delle trincee e la ricostruzione degli eventi tettonici e deposizionali, è possibile individuare il periodo nel quale il terremoto (o la fagliazione) è avvenuto e la sua magnitudo.
Altre tracce (ovvero sismiti) sono indotte dallo scuotimento cosismico della superficie terrestre. Tra le più significative vi sono quelle legate alla liquefazione delle sabbie granulari saturi; a causa delle oscillazioni cicliche indotte dalle onde elastiche, alcuni terreni perdono di consistenza (la pressione dell'acqua supera quella esistente tra i granuli), divenendo fluidi. A causa delle forti pressioni interstiziali che si generano all'interno del sedimento, può capitare che in superficie si producano fontane di acqua e sabbia che lasciano in seguito caratteristici coni o vulcanetti sul terreno. Il loro riconoscimento all'interno delle stratigrafie fossili è quindi indicativo di un forte terremoto avvenuto in corrispondenza dei livelli che esse ricoprono ed interessano.